# Xenopus vestitus
Xenopus vestitus е вид жаба от семейство Безезични жаби (Pipidae). Видът не е застрашен от изчезване.

## Разпространение
Разпространен е в Демократична република Конго, Руанда и Уганда.